# Середньоакбашево
Середньоакба́шево (рос. Среднеакбашево, башк. Урта Аҡбаш) — присілок (у минулому село) у складі Кушнаренковського району Башкортостану, Росія.
Населення — 175 осіб (2010; 168 у 2002).
Національний склад:
- башкири — 50 %
- татари — 45 %